# Стратегічна ядерна зброя

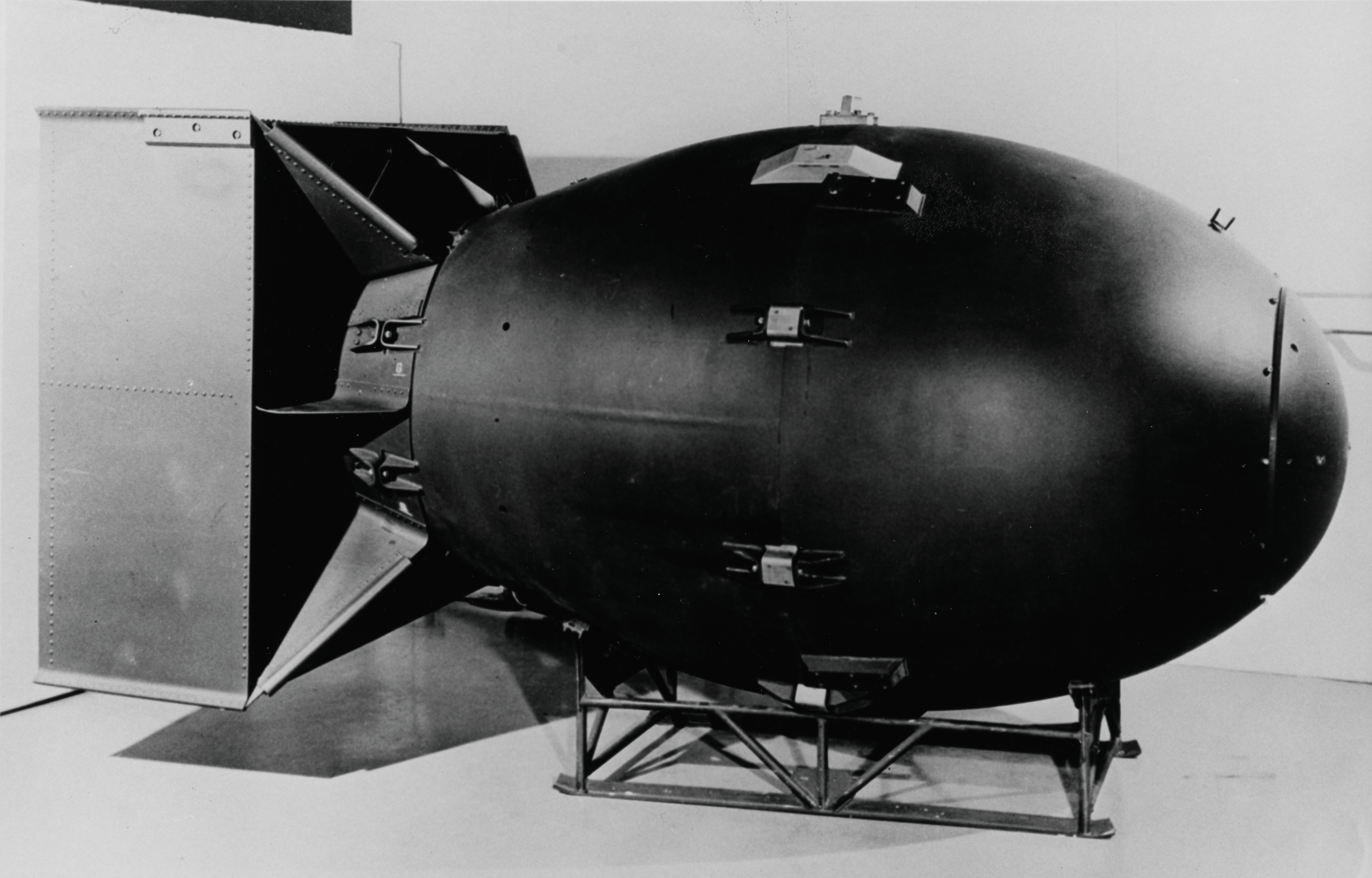
Товстун був стратегічною ядерною зброєю, скинутою на японське місто Нагасакі на завершальному етапі Другої світової війни. Це була друга і остання (станом на 14 липня 2023 року) ядерна зброя, яка застосовувалася в бою. Внаслідок ядерного удару загинуло приблизно 35 000–40 000 людей, у тому числі 23 200–28 200 японських цивільних фабричних робітників, 2 000 корейських рабів і 150 японських бойовиків.

Стратегічна ядерна зброя (англ. Strategic nuclear weapon, SNW) — відноситься до ядерної зброї, яка призначена для використання по цілях, які часто знаходяться на населених територіях далеко від поля бою, як частина стратегічного плану, таких як військові бази, військові командні центри, збройова, транспортна, економічна промисловість, енергетична інфраструктура та густонаселені райони, такі як міста та селища. Відрізняється від тактичної ядерної зброї, яка призначена для використання на полі бою, значно вищою потужністю.

## Опис
Стратегічна ядерна зброя, як правило, має значно вищу потужність і зазвичай починається від 100 кілотонн. До руйнівної потужності в діапазоні мегатонн для використання, особливо у ворожих державах, розташованих далеко від дружніх сил, для максимізації шкоди, особливо для захованих твердих цілей, як-от ракетна шахта або цілі великої зони, такі як великий бомбардувальник або військово-морська база. Однак потужності можуть збігатися, і багато видів зброї, як-от ядерна бомба B61 зі змінною потужністю, яка може бути використана з малою потужністю винищувачем-бомбардувальником для блокування удару або з високою потужністю, скинутою стратегічним бомбардувальником на загін підводного човна противника. Боєголовка W89 потужністю 200 кілотонн (0,2 МТ) озброювала як тактичну протичовнову зброю Sea Lance для використання далеко в морі, так і стратегічну бомбардувальну ракету SRAM II, призначену для використання у внутрішніх районах Радянського Союзу. Стратегічні атаки на Хіросіму та Нагасакі використовували зброю потужністю від 10 до 20 кілотонн, але це було тому, що бомби «Малюк» і «Товстун» були найбільш руйнівною та єдиною доступною на той час ядерною зброєю. Немає точного визначення «стратегічної» категорії ні для діапазону, ні для вибухової потужності. Потужність тактичної ядерної зброї, як правило, нижча, ніж у стратегічної ядерної зброї, але більша ядерна зброя все ще дуже потужна, і деякі боєголовки змінної потужності виконують обидві ролі. Сучасні тактичні ядерні боєголовки мають потужність до десятків або потенційно сотень кілотонн, що в декілька разів перевищує потужність тих, які використовувалися під час атомних бомбардувань Хіросіми та Нагасакі.
Стратегічне мислення за часів адміністрації Ейзенхауера та держсекретаря Джона Фостера Даллеса полягало в стратегії масштабної відплати проти ядерного арсеналу Радянського Союзу. Дві наддержави розробили багато найбільш руйнівної розгорнутої термоядерної зброї. Кожен виріб руйнівної сили, який можна було б доставити всередину ворога, вважався вигідною для підтримки стримування та стала основою стратегічного арсеналу США. Гнучка відповідь була оборонною стратегією, яка вперше була реалізована Джоном Ф. Кеннеді в 1961 році, щоб усунути скептицизм адміністрації Кеннеді щодо політики масової відплати перед обличчям варіантів удару, обмежених тотальною війною під час Кубинської ракетної кризи. Це разом із ціною, дедалі точнішим націлюванням, кількома боєголовками на засіб доставки та бажанням більшої гнучкості в націлюванні, особливо з огляду на підвищення чутливості до супутнього збитку в деяких сценаріях, поклало початок тенденції до зменшення потужності окремих боєголовок у системах стратегічної зброї.

## Список стратегічної ядерної зброї
- Ядерна бомба Mark 14
- Ядерна бомба Mark 15
- Ядерна бомба Mark 16
- Ядерна бомба Mark 17
- Ядерна бомба Mark 21
- Ядерна бомба Mark 24
- Ядерна бомба B41
- Ядерна бомба B61, крім Mod-4 і Mod-10[8]